# Relations entre l'Albanie et la Grèce
 (mai 2025).
Les relations entre l'Albanie et la Grèce sont des relations diplomatiques, influencées par la présence d'immigrés albanais en Grèce, la minorité grecque en Albanie, les liens historiques et culturels et les contacts à haut niveau entre les gouvernements albanais et grec.
Les deux pays sont membres d'organisations internationales telles que le Conseil de l'Europe et l'OTAN. Ils partagent également des vues politiques communes sur les Balkans et le reste du monde. Dans le cadre du sommet UE-Balkans occidentaux de Thessalonique en 2004, la Grèce a proposé l'« Agenda 2014 », qui encourageait l'intégration de tous les États des Balkans occidentaux dans l'Union européenne. Le 24 juin 2014, sous la présidence grecque de l'UE, l'Albanie s'est vu accorder le statut de candidat officiel à l'UE, ; cet octroi a coïncidé avec le 10e anniversaire de l'"Agenda 2014".
La Grèce est le 15e investisseur étranger en Albanie et, avec l'Italie, elle a soutenu les efforts d'intégration euro-atlantique de l'Albanie, comme l'entrée de l'Albanie dans l'OTAN en 2009. La coopération entre les deux gouvernements et les deux secteurs d'activité existe dans les domaines de l'énergie, de l'armée, du tourisme et de la culture, avec des projets bilatéraux tels que le gazoduc trans-adriatique et des centrales hydroélectriques en cours de réalisation. La Grèce est également le premier bailleur de fonds de l'Albanie, ainsi que le principal bailleur de fonds du Théâtre national d'Albanie.
Les relations diplomatiques modernes entre les deux pays ont été établies en 1971 et sont actuellement considérées comme positives. Les deux peuples partagent des traditions, une culture, une histoire et des relations interethniques communes ; malgré cela, les tensions diplomatiques liées aux communautés grecques en Albanie et vice versa continuent de jouer un rôle dans la façon dont les deux pays et les deux peuples se perçoivent l'un l'autre. Parmi les questions d'actualité concernant les relations diplomatiques entre les deux États membres de l'OTAN figurent l'abolition du statut de guerre entre la Grèce et l'Albanie, qui subsiste depuis la guerre gréco-italienne de 1940, et les problèmes de droits de l'homme auxquels la minorité grecque est confrontée en Albanie. En dépit de certains facteurs, et contrairement à ce qu'affirment les médias, les Albanais et les Grecs continuent d'entretenir des relations dans leurs pays respectifs. Des universitaires, des groupes culturels, des ONG, des minorités ethniques, des familles mixtes et d'autres acteurs non étatiques s'efforcent de créer des liens sociaux et politiques plus étroits et plus solides.

## Histoire
Les deux pays et les deux peuples revendiquent le statut d'autochtone dans leurs pays respectifs et dans la région des Balkans au sens large, ce qui a donné lieu à des liens de parenté partagés et à des revendications contestées tout au long de l'histoire.
En raison de la proximité des deux pays et des deux peuples, la recherche génétique européenne a montré un degré important de similitude génétique entre les Albanais et les Grecs, ainsi qu'avec d'autres populations du sud de l'Europe telles que les Italiens du sud et les Chypriotes.
Depuis le XIXe siècle, les deux pays sont des États-nations distincts, mais pendant au moins vingt-deux siècles, l'Albanie et la Grèce ont appartenu au même État sous différentes formes. Les anciennes tribus grecques et illyriennes qui habitaient les deux pays étaient des tribus indo-européennes qui se sont mariées avec des populations préhelléniques après être arrivées dans les Balkans il y a environ quatre mille ans. De multiples migrations se sont produites alors, comme plus récemment, entre les deux pays et les deux peuples, avec l'établissement de colonies grecques le long de la côte de l'Illyrie, qui correspond à l'Albanie côtière d'aujourd'hui.
Au Moyen-Âge, les Albanais, en particulier ceux du groupe de population des Arvanites, ont migré à travers la Grèce, s'établissant dans tout le pays et jouant un rôle dans la guerre d'indépendance grecque et la création de l'État grec moderne. En outre, d'autres Albanais chrétiens ont également pris part à la lutte grecque contre l'Empire ottoman.
Plus d'informations : République autonome d'Épire du Nord et Arvanites

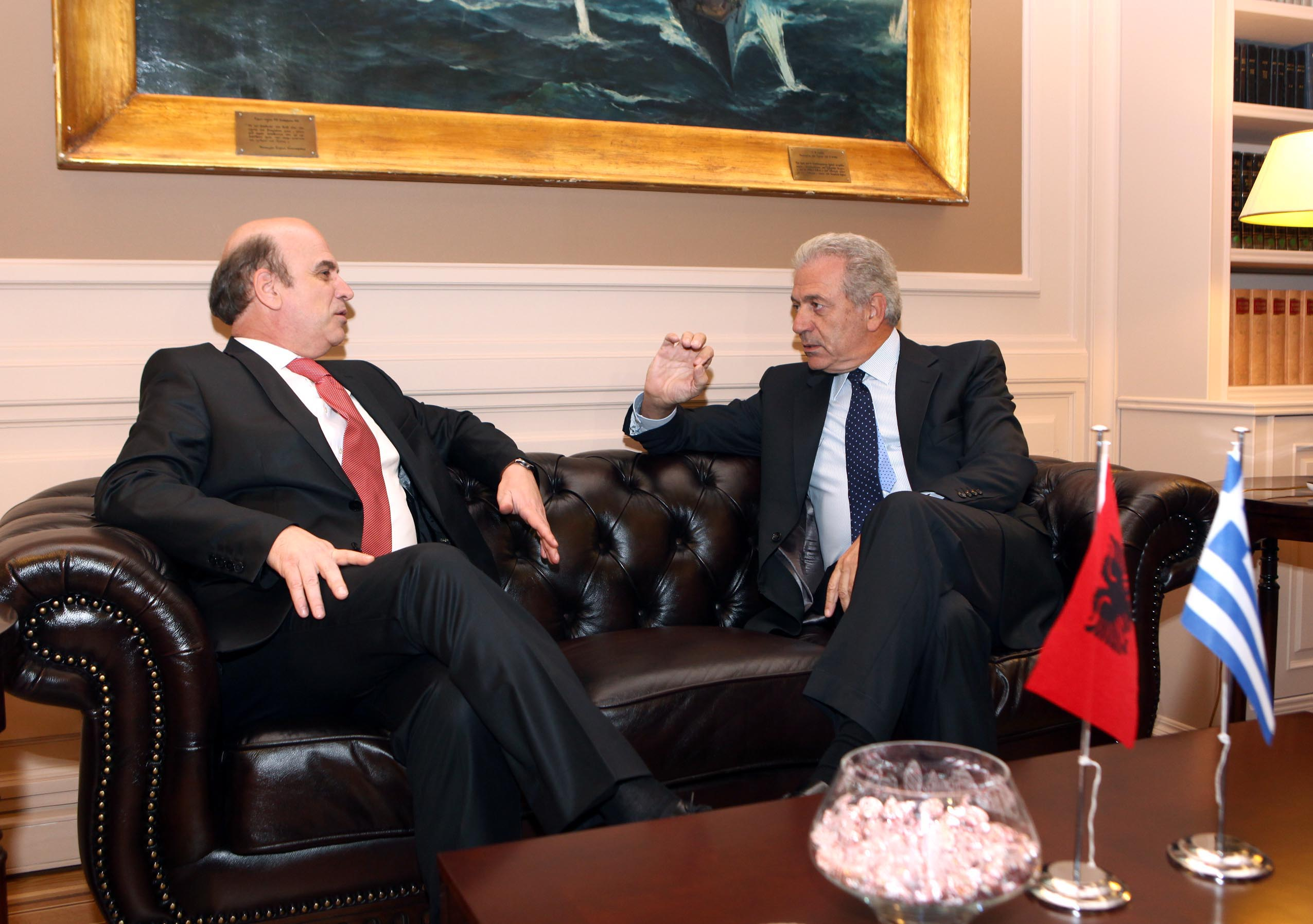
Ministre des affaires étrangères albanais Edmond Panariti (gauche) et le ministre des affaires étrangères grec Dimitris Avramopoulos (droite) en Octobre 2012.

Après la déclaration d'indépendance albanaise de 1912, la division des terres entre l'Albanie et la Grèce a été résolue sous la pression des grandes puissances (Autriche-Hongrie et Italie) par le traité de Florence de 1913. Les relations ne se sont pas améliorées jusqu'à l'occupation de l'Albanie par l'Italie en 1939. Les forces grecques et albanaises sont entrées en conflit pendant la guerre gréco-italienne, bien que pendant l'occupation de la Grèce par l'Axe, les groupes de résistance grecs et albanais aient été en contact étroit, échangeant des informations sur les forces d'occupation nazies.
La République populaire socialiste d'Albanie, alliée de l'Union soviétique, a participé à la guerre civile grecque (1946-1949) en soutenant l'Armée démocratique grecque dirigée par les communistes. Leskovik, dans le sud de l'Albanie, devint son quartier général pendant un certain temps. Plusieurs invasions ont été organisées à partir du sol albanais dans la région grecque de Grammos, les guérilleros communistes retournant en Albanie après chaque opération. Les négociations menant au rétablissement de relations diplomatiques complètes ont débuté en 1953 et un accord commercial a été conclu à Paris en 1966. L'accord commercial n'a toutefois pas été mis en œuvre en raison de l'absence d'un accord de paiement. En 1970, un nouvel accord commercial a également été conclu à Paris, conduisant à l'établissement de lignes télégraphiques et téléphoniques, à l'ouverture de bureaux commerciaux à Athènes et à Tirana, et au premier camion transportant des marchandises albanaises après la Seconde Guerre mondiale, qui est arrivé en Grèce par la Yougoslavie au début du mois d'avril de la même année. Après une interruption de plus de 30 ans, les deux pays ont rétabli leurs relations diplomatiques le 6 mai 1971, à une époque où la coopération économique et les calculs stratégiques ont incité Enver Hoxha et la junte militaire grecque de droite de 1967-1974 à explorer des voies de coopération.

### Les aspirations à la confédération
Pendant la période ottomane, les Albanais et les Grecs ont multiplié les discussions, les recherches et les tentatives pour former une confédération. Au XIXe siècle, il a été envisagé de créer une confédération gréco-albanaise, qui reprenait des projets antérieurs du XVIIIe siècle. En 1907, un protocole spécial et un protocole d'accord ont été signés par Neoklis Kazazis et Ismail Qemali, le premier Premier ministre albanais. En outre, l'auteur arvanite Aristides Kollias déclare dans son livre "La proclamation de l'Association des Arvanites" que "de 1881 à 1907, "nous avons soutenu les efforts et les consultations répétées entre les Grecs et les Albanais pour créer un État gréco-albanais". En outre, Thanos Paleologos-Anagnostopoulos a déclaré dans son livre Grèce et Albanie au début du 20ème siècle (1995) qu'Ismail Qemali, un philhellène, a travaillé avec de nombreux politiciens et lobbyistes grecs, y compris des dirigeants arvanites, sur une éventuelle fédération gréco-albanaise, qui "maintiendrait l'indépendance nationale et religieuse des deux peuples". De même, Neoklis Kazazis y a vu un moyen pour la Grèce d'étouffer l'influence italienne dans la région.

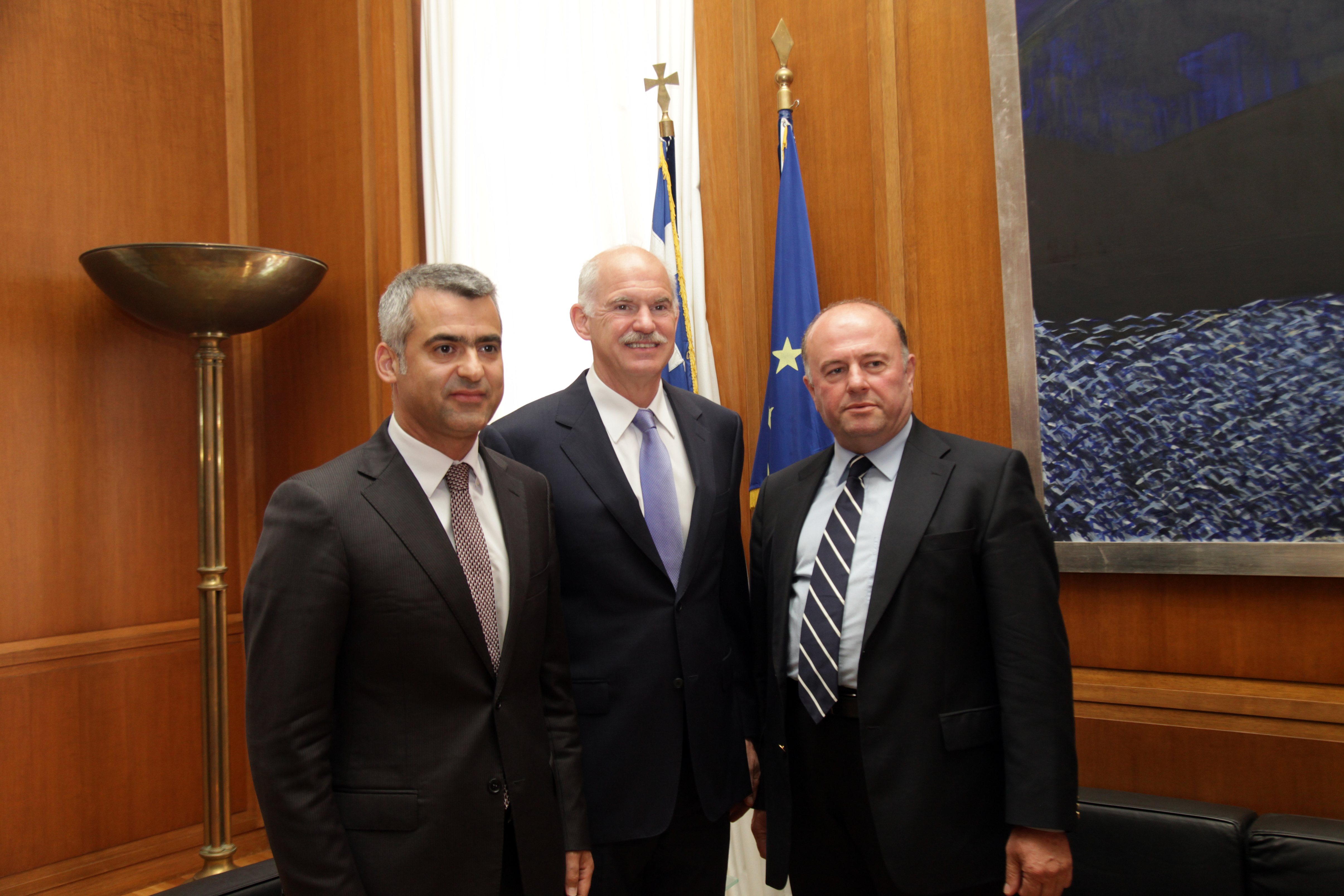
Le premier ministre grec, M. Papandreou, rencontre les chefs des partis de la minorité grecque en Albanie, Unité pour les droits de l'homme de M. Vangjel Dule (gauche), et Omonoia de M. Vasil Bollano (droite).

### Années 1990
Après la chute du communisme en Albanie en 1992, un grand nombre de réfugiés économiques et d'immigrants d'Albanie (et d'autres pays anciennement communistes comme la Bulgarie, la Géorgie, la Moldavie, la Pologne, la Roumanie, la Russie et l'Ukraine) sont arrivés en Grèce, principalement en tant qu'immigrants illégaux, à la recherche d'un emploi. Les Albanais en Grèce représentent 60 à 65 % du nombre total d'immigrés en Grèce. Selon le recensement de 2001, il y a officiellement 443 550 détenteurs de la citoyenneté albanaise en Grèce.
Dans les années 1990, la Grèce a préféré et aidé Fatos Nano en tant que dirigeant albanais parce qu'il était orthodoxe plutôt que Sali Berisha, musulman, car Nano était considéré comme plus favorable aux intérêts grecs. Lors de la rébellion albanaise de 1997, la Grèce a participé à l'opération multinationale de maintien de la paix et d'aide humanitaire Alba. Avant l'opération Alba, la Grèce a également participé à l'opération Kosmas, le 15 mars 1997, qui consistait à évacuer 240 dignitaires étrangers d'Albanie. Aujourd'hui, les deux nations ont qualifié leurs relations d'excellentes, l'Albanie considérant la Grèce comme l'un de ses alliés les plus forts et les plus importants, car les deux pays sont membres de l'OTAN et entretiennent des relations étroites. La Grèce s'est opposée au passage du gazoduc transadriatique par le territoire albanais, car il permettrait à l'Albanie de devenir une plaque tournante pour le transport du gaz dans les Balkans de l'Ouest.